# Tant que brillera le jour (nouvelle)
Pour les articles homonymes, voir Tant que brillera le jour.
Tant que brillera le jour (While the Light Lasts) est une nouvelle d'Agatha Christie.
Initialement publiée en avril 1924 dans la revue The Novel Magazine au Royaume-Uni, cette nouvelle a été reprise en recueil en 1997 dans While the Light Lasts and Other Stories au Royaume-Uni. Elle a été publiée pour la première fois en France dans le recueil Tant que brillera le jour en 1999.
L'histoire de cette nouvelle donnera aussi matière en 1930 à l'intrigue du roman Musique barbare (Giant's Bread) écrit par Agatha Christie sous le pseudonyme de Mary Westmacott.

## Publications
Avant la publication dans un recueil, la nouvelle avait fait l'objet de publications dans des revues :
- en avril 1924, au Royaume-Uni, dans le no 229 de la revue The Novel Magazine[2], avec des illustrations de Howard K. Elcock.

La nouvelle a ensuite fait partie de plusieurs recueils :
- en 1997, au Royaume-Uni, dans While the Light Lasts and Other Stories[2] (avec 8 autres nouvelles) ;
- en 1997, aux États-Unis, dans The Harlequin Tea Set and Other Stories[2] (avec 8 autres nouvelles) ;
- en 1999, en France, dans Tant que brillera le jour (adaptation du recueil britannique de 1997).